# Tatiana Bilbao Spamer
Tatiana Bilbao Spamer (Mèxic, D. F., 1972) és una arquitecta mexicana. Entre els seus projectes més representatius es troben el Jardí Botànic de Culiacán, Sinaloa i la sala d'exhibicions del parc arquitectònic de la ciutat de Jinhua, planificat per Ai Wei Wei, a la Xina.Ha estat reconeguda amb el premi Kunstpreis Berlin (2012) i anomenada Emerging Voice del Architecture Leage of New York.

## Biografia
Tatiana Bilbao va néixer en 1972 a Ciutat de Mèxic, en el si d'una família d'arquitectes: un dels seus avis, Tomás Bilbao va ser un ministre durant el Govern de la República. Els seus pares són físicomatemàtics i fundadors del Col·legi Bilbao de Ciutat de Mèxic. Va estudiar arquitectura a la Universitat Iberoamericana a la que es va graduar l'any 1996 i dos anys més tard va obtenir l'esment honorífic per la carrera professional i el reconeixement a la millor tesi de l'any.
L'any 1998 fou nomenada Assessora en la Secretaria de Desenvolupament Urbà i Habitatge del Govern de Ciutat de Mèxic i dos anys més tard va co-fundar l'empresa Laboratorio de la Ciudad de México S.C. juntament amb l'arquitecte Fernando Romero, establint una de les primeres pràctiques d'arquitectura contemporània del país. A més de realitzar diversos projectes arquitectònics, LCM era un laboratori d'idees que tractava d'impulsar el coneixement de la cultura contemporània en general organitzant xerrades, conferències, debats i exposicions tant d'arquitectura com d'art, música o teatre.
L'any 2004, Tatiana va fundar Tatiana Bilbao S.C. el seu propi estudi que va desenvolupar projectes a la Xina, Europa i Mèxic. El primer projecte realitzat de l'oficina va ser la Sala d'exposicions del Parc Arquitectònic de Jinhua, projecte encapçalat i coordinat per l'artista-arquitecte xinès, Ai Weiwei, qui va reunir a un equip de joves arquitectes de diferents països per desenvolupar un parc de gran extensió dividit en pavellons i situat en la costa del riu Yiwu, prop de Shanghái. Bilbao es va encarregar de dissenyar la Sala d'Exhibicions (també coneguda com a «Espai d'Exposició»).
El seu portfoli és ampli, abastant des de projectes monumentals fins al disseny de les cases rurals de les zones més pobres i desfavorides de Mèxic. La seva visió de l'arquitectura té a veure amb l'empatia màxima amb la comunitat que ha d'utilitzar els habitatges, incloent entrevistes amb els futurs inquilins dels habitatges populars.

## Reconeixements
En 2005, ingressa com a professora de Disseny en la carrera d'Arquitectura i Urbanisme de la Universitat Iberoamericana.
En 2007 va ser reconeguda amb el premi Design Vanguard5 per la revista Architectural Record, com un dels 10 despatxos joves amb major projecció.
En 2008 va ser nomenada professora convidada a la Universitat Andrés Bell, a Santiago de Xile.
En 2009 va ser nomenada una de les Emerging Voices, per la Architectural League de Nova York. Aquest mateix any va participar amb un dels seus dissenys per al Conjunt d'Arts Escèniques del Centre Cultural Universitari, a la Zona Metropolitana de Guadalajara7, concurs en el qual va resultar finalista.
En 2009 Catia Bilbao i David Vaner es fan socis de l'empresa Tatiana Bilbao S.C., tots dos responsables de l'àrea financera i del taller respectivament.
El març de 2010 va ser reconeguda per la Fundació Endevor com a Empresari Emprenedor Endevor. Al desembre del mateix any, tres dels seus projectes van ser adquirits per formar part del patrimoni de la Col·lecció d'Arquitectura del Centre Georges Pompidou, a París, França.
En 2011, la revista Expansió la va triar com una de les 30 promeses en els 30, en un llistat on figuren joves emprenedors mexicans.9 Al setembre del mateix any va ser reconeguda amb el Premi al Millor Jove Arquitecte del País, CAM-SAM, 2011.
Al març 2012, va rebre el Premi Kunstpreis Berlin per la Akademie der Künste a la Carrera.
Tatiana Bilbao va crear al seu torn un taller de recerca denominat MX.DF, el qual tracta d'establir i entendre les relacions que conformen la producció de l'espai tan públic com a privat a la ciutat de Mèxic.4.
El 19 de maig de 2014, va rebre el Premi Mundial d'Arquitectura Sostenible 2014, a París França. Premi patrocinat per la Fundació Locus.

## Obres
Algunes de les seves obres més reconegudes són:
- Jardí Botànic de Culiacán, Sinaloa, Mèxic, 10ha., 2005-2015[9]
- Parc Tecnològic, Tec de Monterrey Campus Culiacán, Sinaloa 2008-2012[8]
- Ventura Tangassi, funerària en Sant Luis Potosí, SLP, Mèxic 2006-2012[8]
- Pla Maestro i Escultura de la Gratitud en col·laboració amb Derek Dellekamp en La Ruta del Pelegrí, Guadalajara, Jalisco, Mèxic, 154 km, 2008-2010[8]
- Casa Ajijic, Llac de Chapala, Jalisco, Mèxic, 182 m2, 2009-2010[8]
- Sala d'Exposicions en Jinhua Architecture Park, Zheijiang, Xina, 1800 m2, 2004-2006[9]
- Casa Univers, un projecte de Gabriel Orozco, en Port Amagat, Oaxaca, Mèxic, 250 m2, 2004-2006[9]
- Casa A, Odros 100, Ordos, Mongòlia, Xina, 1000 m2, disseny en procés, 2008-2010[8]

## Premis i reconeixements
- Premi Kunstpreis Berlin a la carrera, per Akademie der Künste 2012
- Premi al Jove Arquitecte de l'Any, pel Col·legi d'Arquitectes CAM-SAM 2011
- Obra de l'Any Premio CEMEX a la Ruta del Pelegrí 2010
- Emerging Voices, 2010, Architecture League of New York, desembre 2009
- Best of the Best, Xarxa Dot Award, Casa A en Ordos, Mongòlia, agost 2009
- 1.a Biennal de Paisatge, Primer Premi, Millor Projecte, Jardí Botànic de Culiacán, abril 2009
- Design Vanguard, Els 10 millors arquitectes joves del món, desembre 2007
- Premi Mundial d'Arquitectura Sostenible 2014[10]